# گورستان سنگ سان گولک
گورستان سنگ سان گولک مربوط به دوره اشکانیان است و در شهرستان سیاهکل، بخش دیلمان، دهستان پیر کوه، روستای گولک واقع شده و این اثر در تاریخ ۲۶ دی ۱۳۸۶ با شمارهٔ ثبت ۲۰۶۱۰ به‌عنوان یکی از آثار ملی ایران به ثبت رسیده‌است.